# Arenaria macrocalyx
Arenaria macrocalyx là loài thực vật có hoa thuộc họ Cẩm chướng. Loài này được Tausch mô tả khoa học đầu tiên năm 1828.